# Géza Josipovich

Géza Josipovich

Géza Josipovich (* 31. Januar 1857 in Jalkovec, Komitat Varasd; † 17. Mai 1934 in Budapest) war Jurist, Politiker und Minister in der ungarischen Reichshälfte Österreich-Ungarns. Er war Mitglied der Kroatischen Unionistischen Partei (Horvát Unionista Párt).

## Leben und Wirken
Géza Josipovich war der Sohn des Politikers und Ministers Imre Josipovich. Nachdem er seine schulische Ausbildung in Pozsony, Nagykanizsa und Budapest beendet hatte, absolvierte er erfolgreich ein Studium der Rechts- und Staatswissenschaften in Budapest. Danach leistete er seinen Militärdienst und nahm an der Besetzung Bosniens teil. Ende 1878 wurde er zum Reserveoffizier der Husaren ernannt. Nachdem er eine Zeitlang die familiären Güter bewirtschaftet hatte, arbeitete er ab 1881 für drei Jahre als Rechtsreferendar beim Innenministerium und danach drei Jahre als notarieller Beamter im kroatisch-slawonisch-dalmatinischen Ministerium. 1887 schied er aus dem Staatsdienst aus. In diesem Jahr wurde er erstmals für die Kroatisch Unionistische Partei (Horvát Unionista Párt) als Abgeordneter des Bezirks Vinica in das kroatische Parlament gewählt. Von 1903 bis 1905 und von 1906 bis 1910 war er Abgeordneter des Bezirks Novigrad. Von 1906 bis 1910 war er Minister für Kroatien-Slawonien-Dalmatien im Kabinett Wekerle II und von 1912 bis 1913 im Kabinett Lukács. Von 1897 bis 1903 sowie von 1913 bis 1921 war er in leitender Funktion bei der Österreichisch-Ungarischen Bank tätig. Nach dem Vertrag von Trianon ließ er sich dauerhaft in Ungarn nieder. Von 1921 und 1923 war er Mitglied des Rates der Ungarischen Notenbank.
Sein Grab befindet sich auf dem Kerepesi temető in Budapest.